# Liste der Studenten- und Schülerverbindungen in Coburg
Die Liste der Studenten- und Schülerverbindungen in Coburg verzeichnet die aktiven, suspendierten und erloschenen Studenten- und Schülerverbindungen in Coburg, die unterschiedlichen Korporationsverbänden angehören oder verbandsfrei sind. Sie sind an der Hochschule Coburg und an den Coburger Gymnasien ansässig.

## Aktive Verbindungen
Die Sortierung erfolgt nach dem Gründungsdatum.

### Studentenverbindungen
|  |
|  |
|  |
|  |
|  |

|  |
|  |
|  |
|  |
|  |

|  |
|  |
|  |
|  |
|  |

f.f. = farbenführend, ansonsten farbentragend

### Schülerverbindungen
|  |
|  |
|  |
|  |
|  |

|  |
|  |
|  |
|  |
|  |

|  |
|  |
|  |
|  |
|  |

f.f. = farbenführend, ansonsten farbentragend

## Suspendierte und erloschene Verbindungen
Die Sortierung erfolgt nach dem Gründungsdatum.
|  |
|  |
|  |
|  |
|  |

|  |
|  |
|  |
|  |
|  |

f.f. = farbenführend, ansonsten farbentragend

## Aktive Verbindungen in Neustadt bei Coburg
Die Sortierung erfolgt nach dem Gründungsdatum.
|  |
|  |
|  |

|  |
|  |
|  |

f.f. = farbenführend, ansonsten farbentragend